# Prémio Pulitzer de Biografia ou Autobiografia
O Prémio Pulitzer de Biografia ou Autobiografia é um dos sete Prémios Pulitzer que são atribuídos anualmente nas áreas das Letras, Teatro e Música. Tem sido entregue desde 1917 a uma biografia ou autobiografia notável executada por um escritor ou co-autores Norte-americanos, publicada durante o ano precedente. Este é um dos Pulitzers originais, tendo o programa começado em 1917 com sete prémios, quatro dos quais entregues nesse ano.
Os finalistas têm sido anunciados desde 1980, geralmente dois para além do vencedor.

## Vencedores
Nos seus primeiros 97 anos até 2013, o Pulitzer de Biografia foi atribuído 97 vezes. Dois foram entregues em 1938, nenhum em 1962.

### 1910s
- 1917: Julia Ward Howe de Laura E. Richards e Maud Howe Elliott, assistido por Florence Howe Hall
- 1918: Benjamin Franklin, Self-Revealed de William Cabell Bruce
- 1919: The Education of Henry Adams de Henry Adams

### 1920s
- 1920: The Life of John Marshall, 4 vols. de Albert J. Beveridge
- 1921: The Americanization of Edward Bok de Edward Bok
- 1922: A Daughter of the Middle Border de Hamlin Garland
- 1923: The Life and Letters of Walter H. Page de Burton J. Hendrick
- 1924: From Immigrant to Inventor de Michael I. Pupin
- 1925: Barrett Wendell and His Letters de M. A. Dewolfe Howe
- 1926: The Life of Sir William Osler, 2 vols. de Harvey Cushing
- 1927: Whitman de Emory Holloway
- 1928: The American Orchestra and Theodore Thomas de Charles Edward Russell
- 1929: The Training of an American: The Earlier Life and Letters of Walter H. Page de Burton J. Hendrick

### 1930s
- 1930: The Raven: A Biography of Sam Houston by Marquis James
- 1931: Charles W. Eliot, President of Harvard University, 1869-1901 by Henry James
- 1932: Theodore Roosevelt: A Biography by Henry F. Pringle
- 1933: Grover Cleveland: A Study in Courage de Allan Nevins
- 1934: John Hay de Tyler Dennett
- 1935: R. E. Lee de Douglas S. Freeman
- 1936: The Thought and Character of William James de Ralph Barton Perry
- 1937: Hamilton Fish de Allan Nevins
- 1938: Pedlar's Progress: The Life of Bronson Alcott de Odell Shepard
- 1938: Andrew Jackson, 2 vols. de Marquis James
- 1939: Benjamin Franklin de Carl Van Doren

### 1940s
- 1940: Woodrow Wilson, Life and Letters. Vols. VII and VIII de Ray Stannard Baker
- 1941: Jonathan Edwards, 1703-1758: a biography de Ola Elizabeth Winslow
- 1942: Crusader in Crinoline: The Life of Harriet Beecher Stowe de Forrest Wilson
- 1943: Admiral of the Ocean Sea de Samuel Eliot Morison
- 1944: The American Leonardo: The Life of Samuel F. B. Morse de Carleton Mabee
- 1945: George Bancroft: Brahmin Rebel de Russel Blaine Nye
- 1946: Son of the Wilderness: The Life of John Muir de Linnie Marsh Wolfe
- 1947: The Autobiography of William Allen White de William Allen White
- 1948: Forgotten First Citizen: John Bigelow de Margaret Clapp
- 1949: Roosevelt and Hopkins de Robert E. Sherwood

### 1950s
- 1950: John Quincy Adams and the Foundations of American Foreign Policy de Samuel Flagg Bemis
- 1951: John C. Calhoun: American Portrait de Margaret Louise Coit
- 1952: Charles Evans Hughes de Merlo J. Pusey
- 1953: Edmund Pendleton 1721–1803 de David J. Mays
- 1954: The Spirit of St. Louis de Charles A. Lindbergh
- 1955: The Taft Story de William S. White
- 1956: Benjamin Henry Latrobe de Talbot Faulkner Hamlin
- 1957: Profiles in Courage de John F. Kennedy
- 1958: George Washington, Volumes I-VI de Douglas Southall Freeman, e Volume VII, escrito por John Alexander Carroll e Mary Wells Ashworth após a morte do Dr. Freeman em 1953
- 1959: Woodrow Wilson, American Prophet de Arthur Walworth

### 1960s
- 1960: John Paul Jones de Samuel Eliot Morison
- 1961: Charles Sumner and the Coming of the Civil War de David Donald
- 1962: não foi entregue o prémio [3]
- 1963: Henry James de Leon Edel
- 1964: John Keats de Walter Jackson Bate
- 1965: Henry Adams, 3 vols., de Ernest Samuels
- 1966: A Thousand Days: John F. Kennedy in the White House de Arthur M. Schlesinger, Jr.
- 1967: Mr. Clemens and Mark Twain de Justin Kaplan
- 1968: Memoirs de George Frost Kennan
- 1969: The Man From New York: John Quinn and His Friends de Benjamin Lawrence Reid

### 1970s
- 1970: Huey Long de Thomas Harry Williams
- 1971: Robert Frost : The Years of Triumph, 1915–1938, de Lawrence Thompson
- 1972: Eleanor and Franklin de Joseph P. Lash
- 1973: Luce and His Empire de W. A. Swanberg
- 1974: O'Neill, Son and Artist de Louis Sheaffer
- 1975: The Power Broker: Robert Moses and the Fall of New York de Robert Caro
- 1976: Edith Wharton: A Biography de R. W. B. Lewis
- 1977: A Prince of Our Disorder: The Life of T. E. Lawrence de John E. Mack
- 1978: Samuel Johnson de Walter Jackson Bate
- 1979: Days of Sorrow and Pain: Leo Baeck and the Berlin Jews de Leonard Baker

### 1980s
Os registos a partir daqui incluem os finalistas listados após o vencedor de cada ano.
- 1980: The Rise of Theodore Roosevelt de Edmund Morris
  - Being Bernard Berenson de Meryle Secrest
  - Bernard Berenson, The Making of a Connoisseur de Ernest Samuels
  - The Duke of Deception de Geoffrey Wolff
- 1981: Peter the Great: His Life and World de Robert K. Massie
  - Walt Whitman: A Life de Justin Kaplan
  - Walter Lippmann and the American Century de Ronald Steel
- 1982: Grant: A Biography de William S. McFeely
  - Mornings on Horseback de David McCullough
  - Waldo Emerson de Gay Wilson Allen
- 1983: Growing Up de Russell Baker
  - Churchill: Young Man in a Hurry, 1874–1915 de Ted Morgan
  - Thomas E. Dewey and His Times de Richard Norton Smith
- 1984: Booker T. Washington: The Wizard of Tuskegee, 1901–1915 de Louis R. Harlan
  - Black Apollo of Science: The Life of Ernest Everett Just by Kenneth Manning
  - Thomas Carlyle: A Biography de Fred Kaplan
- 1985: The Life and Times of Cotton Mather de Kenneth Silverman
  - Becoming William James de Howard M. Feinstein
  - The Seven Mountains of Thomas Merton de Michael Mott
- 1986: Louise Bogan: A Portrait de Elizabeth Frank
  - A Hidden Childhood: A Jewish Girl's Sanctuary in a French Convent, 1942–1945 de Frida Scheps Weinstein
  - George Washington Williams: A Biography de John Hope Franklin
- 1987: Bearing the Cross: Martin Luther King Jr. and the Southern Christian Leadership Conference de David J. Garrow
  - Dostoevsky: The Stir of Liberation, 1860–1865 de Joseph Frank
  - Murrow: His Life and Times by A.M. Sperber
  - The Life and Times of Congressman John Quincy Adams de Leonard L. Richards
- 1988: Look Homeward: A Life of Thomas Wolfe de David Herbert Donald
  - George Santayana: A Biography de John Owen McCormick
  - Hemingway de Kenneth S. Lynn
- 1989: Oscar Wilde de Richard Ellmann
  - A Bright Shining Lie: John Paul Vann and America in Vietnam de Neil Sheehan
  - Freud: A Life for Our Time de Peter Gay
  - The Life of Langston Hughes: Volume II, 1941–1967: I Dream a World de Arnold Rampersad

### 1990s
- 1990: Machiavelli in Hell de Sebastian de Grazia
  - A First-Class Temperament: The Emergence of Franklin Roosevelt de Geoffrey C. Ward
  - Clear Pictures: First Loves, First Guides de Reynolds Price
  - The Road From Coorain de Jill Ker Conway
- 1991: Jackson Pollock: An American Saga de Steven Naifeh e Gregory White Smith
  - Alfred I. Du Pont: The Man and His Family de Joseph Frazier Wall
  - The Five of Hearts: An Intimate Portrait of Henry Adams and His Friends 1880–1918 de Patricia O'Toole
- 1992: Fortunate Son: The Autobiography of Lewis B. Puller Jr. de Lewis B. Puller
  - Frederick Douglass by William S. McFeely
  - Orwell: The Authorized Biography de Michael Shelden
- 1993: Truman de David McCullough
  - Genius: The Life and Science of Richard Feynman de James Gleick
  - Kissinger de Walter Isaacson
- 1994: W. E. B. Du Bois: Biography of a Race, 1868–1919 de David Levering Lewis
  - Genet: A Biography de Edmund White
  - In Extremis: The Life of Laura Riding de Deborah Baker
- 1995: Harriet Beecher Stowe: A Life de Joan D. Hedrick
  - Hugo Black: A Biography de Roger K. Newman
  - Saint-Exupery: A Biography de Stacy Schiff
- 1996: God: A Biography de Jack Miles
  - John Sloan: Painter and Rebel de John Loughery
  - Mozart: A Life de Maynard Solomon
- 1997: Angela's Ashes: A Memoir de Frank McCourt
  - Herman Melville: A Biography, Volume 1, 1819–1851 de Hershel Parker
  - In the Wilderness: Coming of Age in Unknown Country de Kim Barnes
- 1998: Personal History de Katharine Graham
  - Alfred C. Kinsey: A Public-Private Life de James H. Jones
  - Whittaker Chambers: A Biography de Sam Tanenhaus
- 1999: Lindbergh de A. Scott Berg
  - A Beautiful Mind de Sylvia Nasar
  - Gray At Home with the Marquis de Sade: A Life de Francine du Plessix

### 2000s
- 2000: Vera, Mrs. Vladimir Nabokov de Stacy Schiff
  - Clear Springs: A Memoir de Bobbie Ann Mason
  - Galileo's Daughter: A Historical Memoir of Science, Faith, and Love de Dava Sobel
- 2001: W. E. B. Du Bois: The Fight for Equality and the American Century 1919-1963 de David Levering Lewis
  - Johann Sebastian Bach: The Learned Musician de Christoph Wolff
  - The First American: The Life and Times of Benjamin Franklin de H.W. Brands
- 2002: John Adams de David McCullough
  - An Hour Before Daylight: Memories of a Rural Boyhood de Jimmy Carter
  - Grant de Jean Edward Smith
- 2003: Master of the Senate: The Years of Lyndon Johnson de Robert Caro
  - Beethoven: The Music and the Life de Lewis Lockwood
  - The Fly Swatter by Nicholas Dawidoff
- 2004: Khrushchev: The Man and His Era de William Taubman
  - Arshile Gorky: His Life and Work de Hayden Herrera
  - Isaac Newton de James Gleick
- 2005: de Kooning: An American Master de Mark Stevens e Annalyn Swan
  - Under a Wild Sky: John James Audubon and the Making of The Birds of America by William Souder
  - Will in the World: How Shakespeare Became Shakespeare de Stephen Greenblatt
- 2006: American Prometheus: The Triumph and Tragedy of J. Robert Oppenheimer de Kai Bird e Martin J. Sherwin
  - The Peabody Sisters: Three Women Who Ignited American Romanticism de Megan Marshall
  - The Year of Magical Thinking de Joan Didion
- 2007: The Most Famous Man in America de Debby Applegate
  - Andrew Carnegie de David Nasaw
  - John Wilkes: The Scandalous Father of Civil Liberty de Arthur H. Cash
- 2008: Eden's Outcasts: The Story of Louisa May Alcott and Her Father de John Matteson
  - The Life of Kingsley Amis de Zachary Leader
  - The Worlds of Lincoln Kirstein de Martin Duberman
- 2009: American Lion: Andrew Jackson in the White House de Jon Meacham
  - The Bin Ladens: An Arabian Family in the American Century de Steve Coll
  - Traitor to His Class: The Privileged Life and Radical Presidency of Franklin Delano Roosevelt de H.W. Brands

### 2010s
- 2010: The First Tycoon: The Epic Life of Cornelius Vanderbilt de T.J. Stiles
  - Cheever: A Life de Blake Bailey
  - Woodrow Wilson: A Biography de John Milton Cooper, Jr.
- 2011: Washington: A Life de Ron Chernow
  - Mrs. Adams in Winter: A Journey in the Last Days of Napoleon de Michael O'Brien
  - The Publisher: Henry Luce and His American Century de Alan Brinkley
- 2012: George F. Kennan: An American Life de John Lewis Gaddis
  - Malcolm X: A Life of Reinvention de Manning Marable
  - Love and Capital: Karl and Jenny Marx and the Birth of a Revolution de Mary Gabriel
- 2013: The Black Count: Glory, Revolution, Betrayal, and the Real Count of Monte Cristo de Tom Reiss
  - Portrait of a Novel: Henry James and the Making of an American Masterpiece de Michael Gorra
  - The Patriarch: The Remarkable Life and Turbulent Times of Joseph P. Kennedy de David Nasaw
- 2014: Margaret Fuller: A New American Life de Megan Marshall
  - Jonathan Swift: His Life and His World de Leo Damrosch
  - Karl Marx: A Nineteenth-Century Life de Jonathan Sperber
- 2015: The Pope and Mussolini: The Secret History of Pius XI and the Rise of Fascism in Europe de David I. Kertzer[4]
  - Louis Armstrong: Master of Modernism de Thomas Brothers
  - Stalin: Volume I: Paradoxes of Power, 1878-1928 de Stephen Kotkin
- 2016: Barbarian Days: A Surfing Life de William Finnegan
  - Custer's Trials: A Life on the Frontier of a New America de T. J. Stiles
  - The Light of the World: A Memior de Elizabeth Alexander

## Vencedores repetentes
Ninguém venceu o Pulitzer de Biografia ou Autiobiografia três vezes. Onze pessoas venceram duas vezes:
- Burton J. Hendrick, 1923, 1929
- Marquis James, 1930, 1938
- Allan Nevins, 1933, 1937
- Douglas S. Freeman, 1935, 1958
- Samuel Eliot Morison, 1943, 1960
- David Herbert Donald, 1961, 1988
- Walter Jackson Bate, 1964, 1978
- Robert Caro, 1975, 2003
- David McCullough, 1993, 2002
- David Levering Lewis, 1994, 2001

W. A. Swanberg foi seleccionado pelo Conselho Pulitzer em 1962 e 1973 mas os curadores revogaram o prémio de 1962 prize para Citizen Hearst.